# Kappadokien (kungarike)

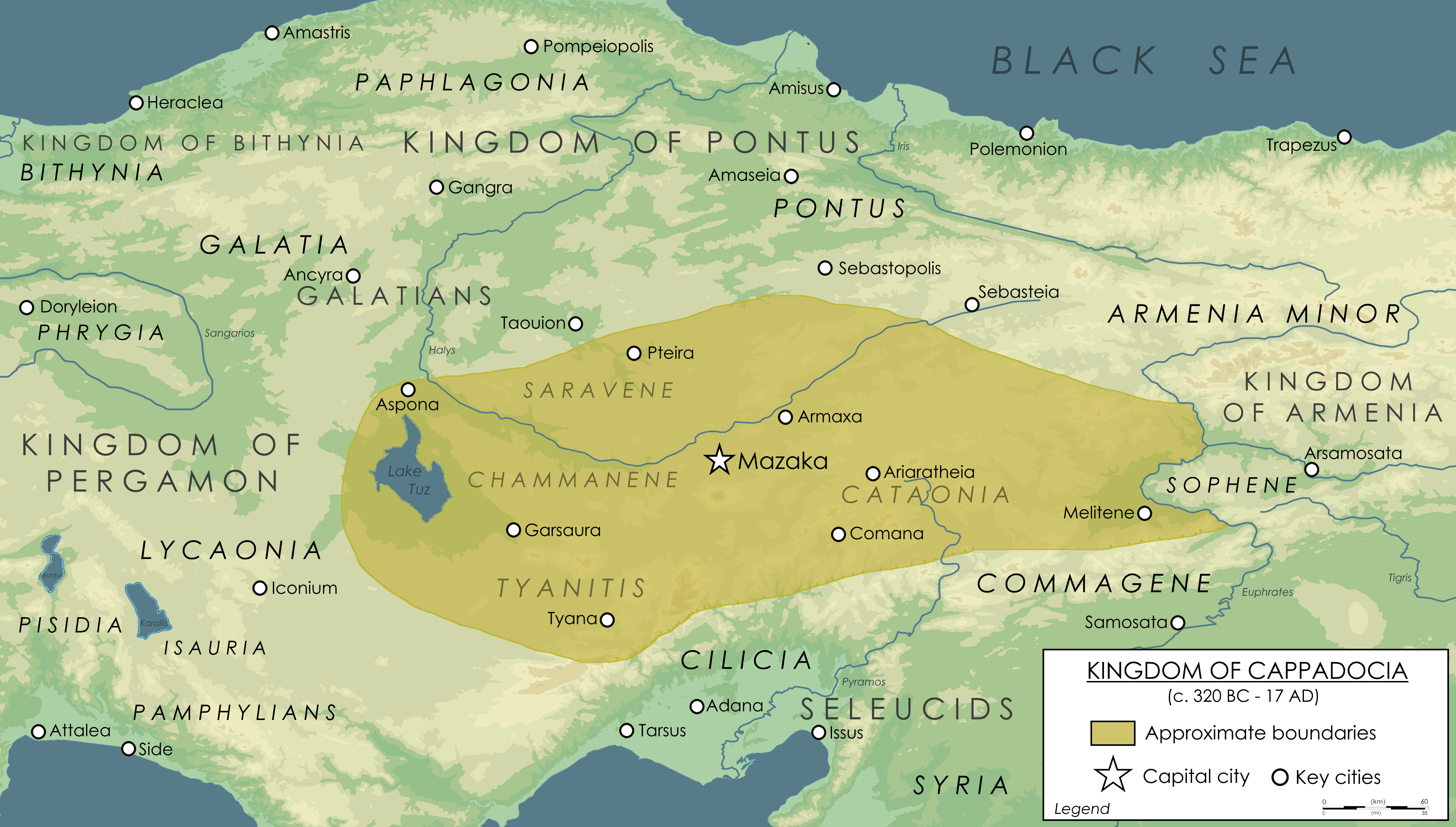
Kungariket Kappadokien under Ariarathes V:s regeringstid (163-130 f.Kr.)

Kungariket Kappadokien var en monarki som låg i Kappadokien i östra centrala Anatolien mellan 331 f.Kr. och 17 e.Kr.
Kappadokien blev efter cirka 100 f.Kr. ett stridsämne mellan kungariket Pontus i öster och Romerska riket. Efter 36 f.Kr. blev Kappadokien en romersk klientmonarki. År 17 tillkallades den sista monarken till Rom, där han gick i pension, varefter riket blev en romersk provins. 